# Farine atta
Pour les articles homonymes, voir Atta (homonymie).

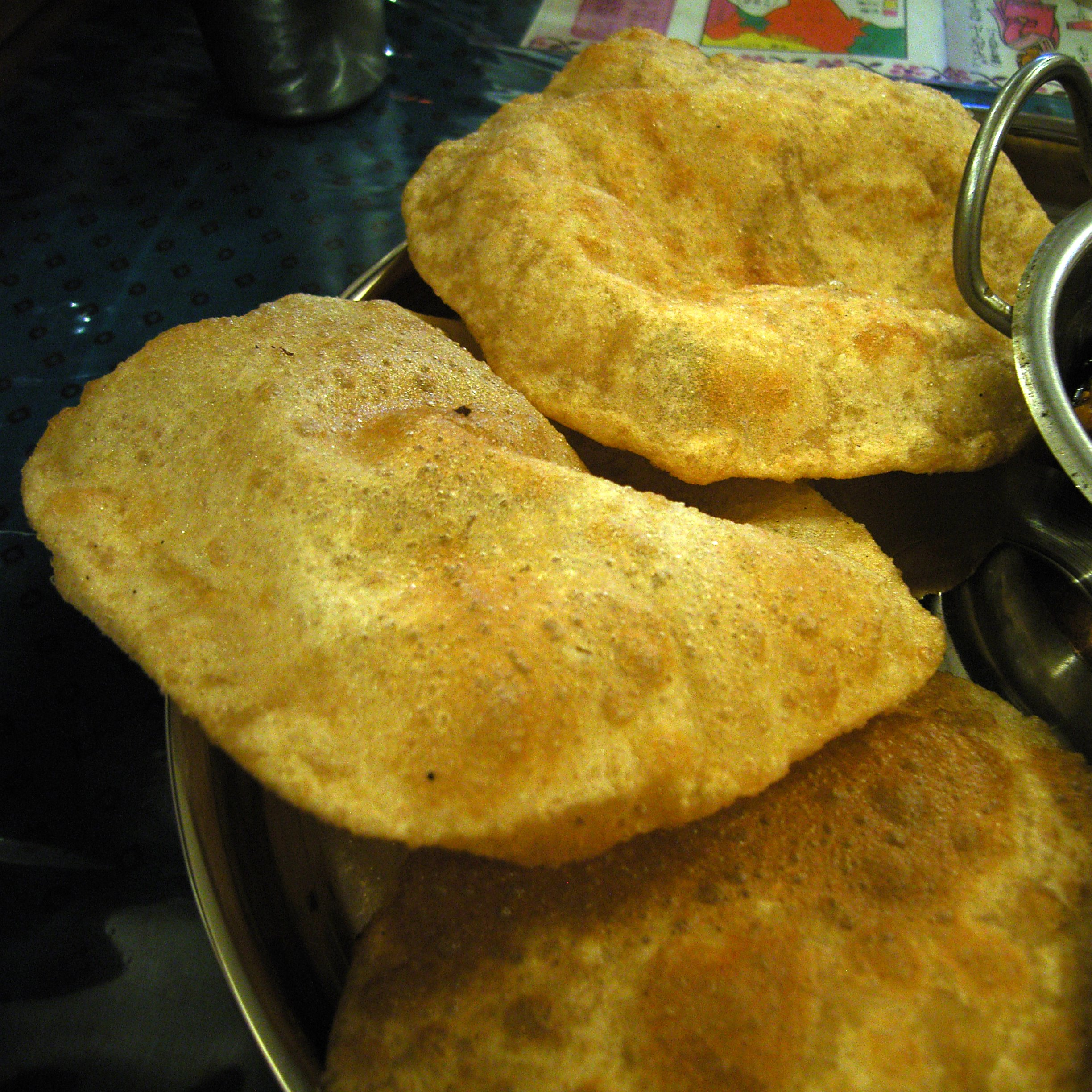
Puri principalement fait à base de farine atta.

La farine atta est une farine de blé dur et blé tendre indienne non raffinée, utilisée pour fabriquer la plupart des pains plats d'Asie du Sud (chapati, naan et puri).
Les blés durs ont une teneur élevée en gluten,  qui confère aux pâtes fabriquées à partir de farine atta une grande élasticité leur permettant d'être étalées finement sans se déchirer.

## Étymologie
Atta est un mot hindi (आटा) ou ourdou (آٹا) désignant la pâte ; il est utilisé par métonymie pour désigner « la farine utilisée pour la cuisson ». Atta se réfère à l'ensemble du blé moulu ayant une couleur blanche brunâtre. En Inde et au Pakistan, un terme communément utilisé pour la farine atta est chakki atta. Le mot chakki tire sa signification de la manière traditionnelle indienne de moudre le blé entre deux meules de pierre. Les minoteries utilisent actuellement des concasseurs en pierre pour moudre la farine.

## Différents types de produits issus du blé

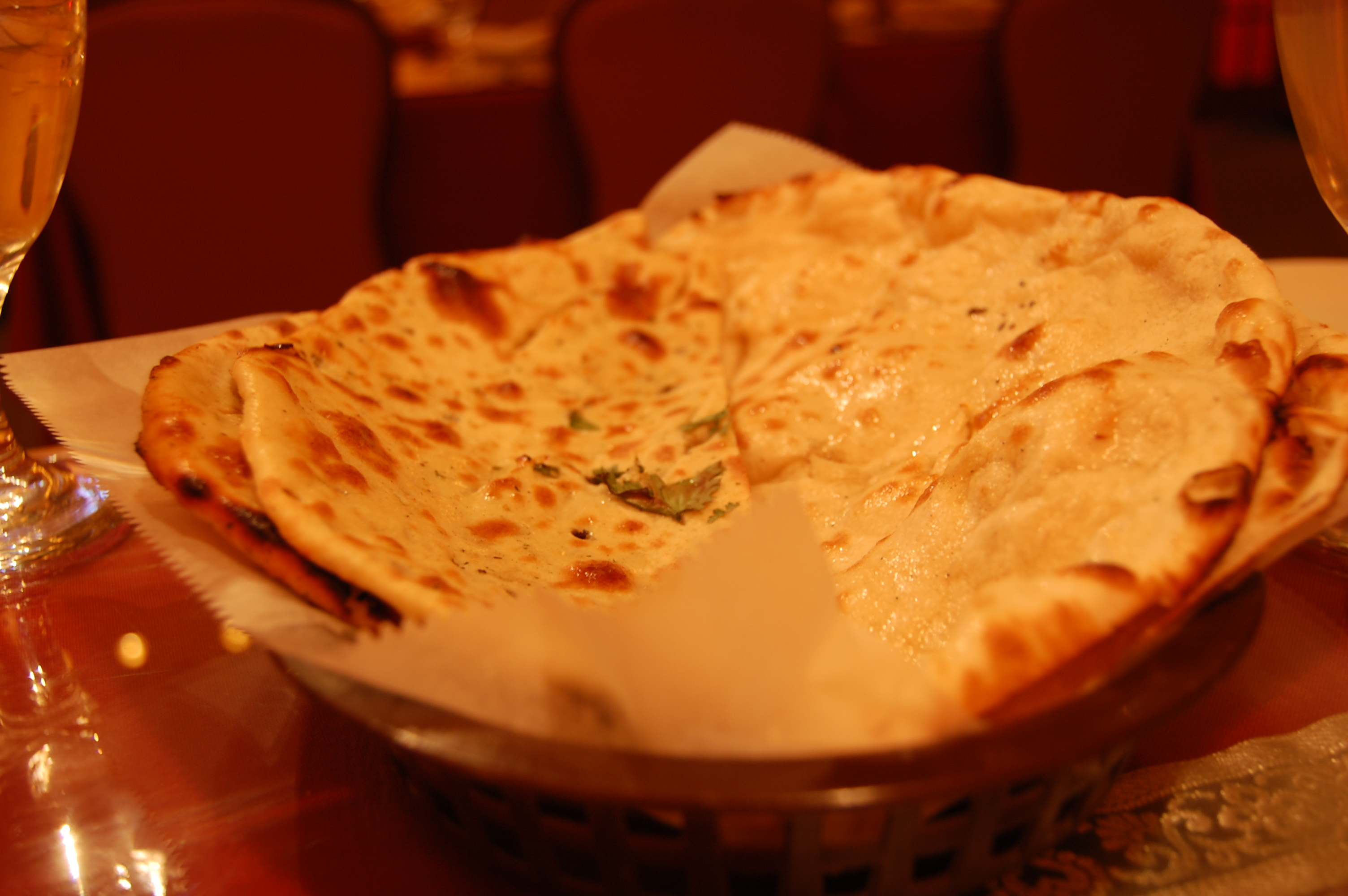
Paratha fait à base de farine atta.

En Inde et au Pakistan, différents produits tirés du blé sont disponibles sur le marché : la farine de blé, la farine atta, la  farine maida  (raffinée) et la semoule sooji (également connue sous le nom de rava) . La farine maida est principalement utilisée pour la fabrication des pains de type bhatura et naans, tandis que la semoule sooji est principalement utilisée dans la préparation du dessert nommé kesari.
En résumé, on trouve sur le sous-continent indien les produits suivants :
- Farine atta : mélange d'endosperme et de son.
- Farine maida : albumen.
- Sooji / rava : albumen grossier.

## Fabrication

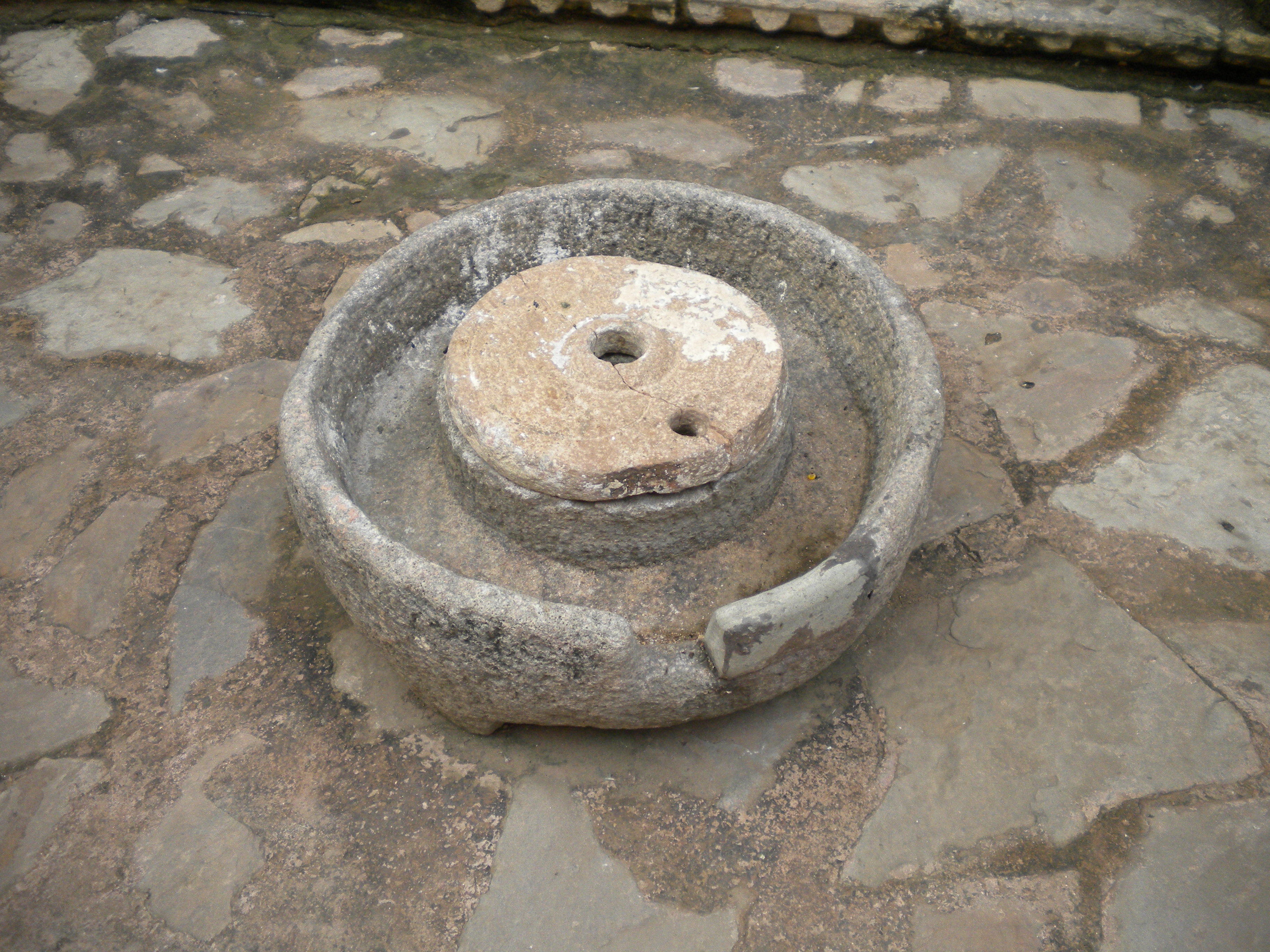
Meule de pierre pour moudre la farine atta.

Traditionnellement, la farine atta est obtenue par broyage par des meules de pierre, ce qui lui confère un arôme caractéristique ainsi qu’au goût du pain. La teneur élevée en son de la farine atta complète en fait un aliment riche en fibres. Les températures atteintes dans un chakki (moulin ou broyeur traditionnel de pierre) produites par le frottement, sont de l'ordre de 110 à 125 °C ; à des températures aussi élevées, les carotènes présentes dans le son ont tendance à exsuder leur odeur de grillé caractéristique et de contribuer à la douceur de la farine atta.
Les différents paramètres de contrôle de qualité pour l'industrie de la farine atta concernent la teneur en cendres, le taux d’humidité, les cendres insolubles dans l'acide, l'absorption de l'eau, l'acidité alcoolique, le profil de granulation, l’amidon endommagé et la teneur en gluten. La farine atta qui se trouve dans le commerce varie au niveau de la teneur en fibres de près de 0 à 12 %.